# Bőszénfa, Somogy
Bőszénfa  este un sat în districtul Kaposvár, județul Somogy, Ungaria, având o populație de 540 de locuitori (2011).

## Demografie
Componența etnică a satului Bőszénfa
     Maghiari (96,83%)
     Romi (1,79%)
     Germani (1,39%)
Componența confesională a satului Bőszénfa
     Fără religie (8,7%)
     Reformați (4,07%)
     Necunoscută (86,67%)
     Atei (0,56%)
Conform recensământului din 2011, satul Bőszénfa avea 540 de locuitori. Din punct de vedere etnic, majoritatea locuitorilor (96,83%) erau maghiari, existând și minorități de romi (1,79%) și germani (1,39%). Nu există o religie majoritară, locuitorii fiind persoane fără religie (8,7%) și reformați (4,07%). Pentru 86,67% din locuitori nu este cunoscută apartenența confesională.